# Dirty Picture
Dirty Picture je píseň anglického R&B zpěváka Taio Cruz. Píseň pochází z jeho druhého alba Rokstarr. Produkce se ujal producent Fraser T. Smith. S touto písní mu vypomohla americká elektropopová zpěvačka Kesha.

## Hitparáda
| Žebříček    | Příčka |
| ----------- | ------ |
| Anglie      | 6      |
| Irsko       | 10     |
| Evropa      | 25     |
| Nový Zéland | 38     |